# Субботин, Григорий Афанасьевич
Григорий Афанасьевич Субботин (7 февраля 1908 — 8 октября 1981) — советский военно-морской деятель, участник советско-финляндской и Великой Отечественной войн, в том числе обороны Ленинграда, контр-адмирал (03.11.1951).

## Биография
Родился 7 февраля 1908 года в селе Покровское Покровской волости Оханского уезда Пермской губернии (ныне Нытвенского муниципального округа Пермского края). В 1926 году окончил 2 курса Пермского землеустроительного техникума. 
С 10 августа 1928 г. в Военно-морском флоте: курсант Военно-морского училища им. М.В. Фрунзе. Во время учёбы совершал походы на учебном корабле «Красный Ленинград». Дисциплина в училище была строжайшая, но, оттого что все в ней было понятно и объяснимо, не казалось обременительной. Да и сам режим предусматривал разрядку: вечерник прогулки, концерты, театр. После второго года учебы нарком обороны К. Е. Ворошилов напутствовал фрунзевцев в поход вокруг Скандинавии. Курс, где учился Субботин, попал на легендарный крейсер «Аврора». Вторым кораблем был «Комсомолец». Походные учения проходили в жестоких штормах. Старенькую «Аврору» лихорадило и швыряло, как скорлупку. Вот где потребовались и физическое и духовное напряжение. Вернулись, а в училище новость: ввели факультатив. По медицинскому заключению и личному желанию выбрал Субботин штурманскую специальность. Одолел математику, и отлично пошли главные штурманские предметы: навигация, лоция, метеорология. Задачи по астрономии, составленные курсантом Субботиным, включил в свой учебник старший преподаватель Б. П. Хлюстин. После окончания обучения в училище 16 октября 1932 г. назначен командиром штурманского сектора подводной лодки «Фрунзевец», на которой 9 ноября 1933 г. был поднят военно-морской флаг и лодка вошла в состав 3-го дивизиона подводных лодок бригады подводных лодок Морских сил Балтийского моря. В 1932 г. вступил в партию. В ноябре 1933 г. при переходе из Ленинграда в Кронштадт во время ледохода лодка получила повреждения. 15 августа 1934 г. на лодке при стоянке в базе произошёл пожар третьей группы батареи, возникший из-за короткого замыкания в системе вентиляции. С октября 1934 г. слушатель Учебного отряда подводного плавания им. С. М. Кирова. С освоением новой техники медлить пе приходилось. В Европе поднимал голову фашизм. В море выходили ежедневно, и через полтора месяца капитан доложил командиру бригады: можно Субботина допустить к самостоятельному управлению. Поэтому в июне 1935 г. назначен командиром подводной лодки «М-85» 3-й бригады подводных лодок. С мая 1938 г. командир группы кораблей Краснознаменного Балтийского флота в Ладожском озере. С сентября 1938 г. командир 27-го дивизиона подводных лодок 3-й бригады подводных лодок. С 21 июня 1939 г. командир 4-го дивизиона подводных лодок бригады подводных лодок Северного флота, участвовал в советско-финляндской войне. 28 декабря 1940 г. направлен на учёбу на командный факультет Военно-морской академии им. К. Е. Ворошилова.
Великая Отечественная война
С 20 июля 1941 г., досрочно закончив обучение, назначен помощником начальника отдела по озерному краю морской группы при Главнокомандующем войсками Северо-Западного направления, с июля 1941 начальник отдела по озерам, начальник штаба конвойных операций на Ладожском озере, инспектор по морским перевозкам при уполномоченном ГКО по снабжению Ленинграда через Ладожское озеро. Начальником штаба конвойной службы на Ладоге его назначили, когда вокруг Ленинграда замкнулось кольцо окружения. Субботин проверял готовность кораблей, формировал морскую пехоту и ее вооружение, эвакуировал морские учреждения и учебные заведения, мобилизовал и вооружал гражданский флот. С августа 1941 г. военно-морской комендант на участке «Дороги жизни» Новая Ладога — устье р. Свирь. Таким образом, во время Великой Отечественной войны организовывал доставку грузов в окруженный Ленинград по Ладожскому озеру.  С 27 февраля 1942 г. командир оперативной части 3-го отдела, с 24 августа 1943 г. командир-оператор 1-го отдела (Северный театр) Главного морского штаба. В этой должности совершал поездки по флотам. Конвоирование союзных транспортов. За успешную деятельность посол Великобритании в СССР по поручению короля вручает Г. А. Субботину орден Британской империи. При встрече с командующим Балтийским флотом В. Ф. Трибуцём Субботин просит отправить его на флот, к подводникам, и получает отказ. Следует новое назначение с ноября 1944 г. начальник 2-го отделения 1-го отдела, с апреля 1946 г. старший офицер 8-го отдела, с октября 1947 г. начальник 4-го отдела, с января 1950 г. начальник 3-го отделов Оперативного управления Генерального штаба ВМФ. 
С апреля 1950 г. начальник 3-го отдела ГОУ МГШ. С января 1953 г. 1-й заместитель. коменданта — начальник штаба, с февраля 1956 г. комендант Кронштадтской военно-морской крепости. Из аттестации (1957): «Руководить подчиненными может. Организаторскими способностями обладает. Энергичный и инициативный адмирал. Требователен к себе и подчиненным. Волевые качества развиты достаточно. Имеет большой опыт в штабной работе. Театр и боевой состав крепости знает хорошо... За этот период времени показал себя адмиралом, способным командовать крупным соединением ВМФ, умеющим правильно и целеустремленно руководить боевой под готовкой соединений и частей крепости». С сентября 1959 г. находился в распоряжении Главнокомандующего ВМФ, на длительном излечении. 27 апреля 1960 г. уволен в отставку по болезни. Состоял членом секции ветеранов Ладоги, членом совета секции ветеранов-подводников, а также был введен в историческую секцию Ленинградского Дома ученых. Скончался 8 октября 1981 года в Ленинграде, был погребен на Серафимовском кладбище.

## Награды
- Орден Ленина (03.11.1953);
- Орден Красного Знамени (20.06.1949);
- Орден Отечественной войны II степени (22.01.1944);
- два Ордена Красной Звезды (03.11.1944, 08.07.1945);
- Медаль «За оборону Ленинграда» (1943);
- Медаль «За победу над Германией в Великой Отечественной войне 1941—1945 гг.»[7];
- Медаль «За победу над Японией»[8];
- Орден Британской империи IV степени (1944);
- Именное оружие (1958).